# 擬似翻訳
擬似翻訳（ぎじほんやく）とは実在しない作品を翻訳した体裁で発表された作品。自らの作品としてそのまま発表した場合には得られない効果を出せる場合がある。著者は擬似翻訳を翻訳と明確に主張する場合もあり、翻訳調の表現で暗示する場合もある。擬翻訳とも。
ミゲル・デ・セルバンテスの『ドン・キホーテ』(1605年)は擬似翻訳の有名な作品であり、ベネンヘーリ (Cide hamete Benengeli) という人物のアラビア語の記述をスペイン語でまとめた体裁がとられた。『恋するオルランド』(1483年)はフランス語からイタリア語への擬似翻訳である。
翻訳をオリジナルのように発表することや外国人を装った偽名で執筆することは擬似翻訳とは異なる。

## 目的・効果
擬似翻訳は外国作品や古典作品への読者の期待を利用する。具体的には異国情緒を引き出すため、古い作品からの翻訳という体裁を取ることで威信を生じさせるためなどの目的がある。芥川龍之介の『奉教人の死』『きりしとほろ上人伝』はこの目的で擬似翻訳された作品だと考えられる。また、検閲を逃れることを目的とする場合もある。検閲を逃れるための擬似翻訳の例としてはシャルル・ド・モンテスキューがフランス社会を風刺した『ペルシア人の手紙』が挙げられる。